# Mališevo
Pour l’article homonyme, voir Mališevo (Gnjilane).
Malishevë en albanais (autre nom albanais : Malisheva) est une ville et une commune/Municipalité du Kosovo située dans le district de Prizren. Selon le recensement kosovar/Albanais de 2011, la commune compte 54 613 habitants et la ville intra muros 3 395,

## Histoire
Malishevë/Mališevo a constitué un fief pour l'Armée de libération du Kosovo durant la guerre du Kosovo en 1998/99. Durant ce conflit, des crimes de guerre ont été commis tant par les troupes serbes que par les Albanais. Ainsi pas moins de sept hommes Serbes furent exécutés. Ce fait est connu sous le nom de « massacre de Mališevo». Des excavations sur le site du massacre ont eu lieu en 2005.

## Localités

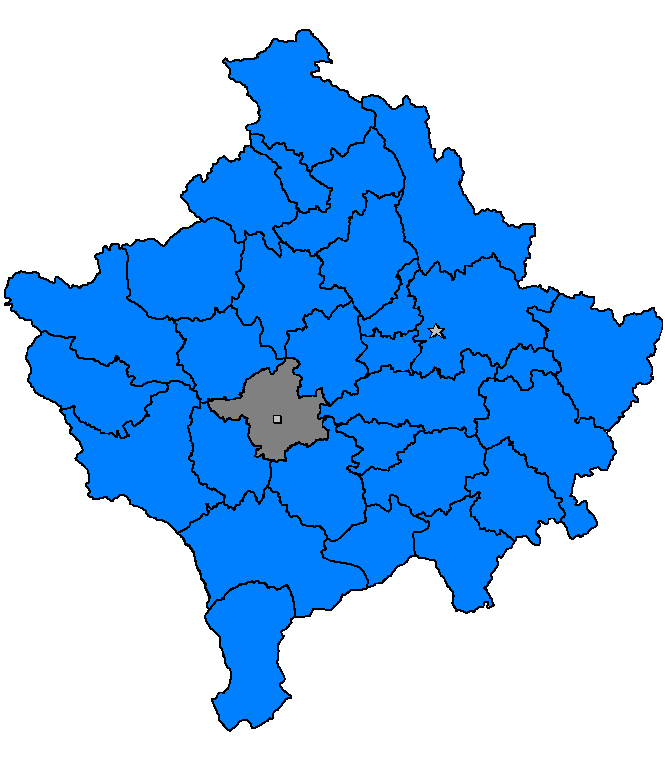
Localisation de la commune/municipalité de Malishevë/Mališevo au Kosovo

La commune/municipalité de Malishevë/Mališevo compte les localités qui, en 2000, figuraient sur liste définie par la MINUK,. Selon la pratique de l'OSCE, le nom de la nationalité majoritaire est indiqué en premier ; pour Malishevë/Mališevo, il figure le plus souvent en albanais, tandis que le deuxième nom est en serbe.
| - Astrazup/Ostrozub - Balincë/Balince - Banjë/Banja - Bellanicë/Belanica - Berishë/Beriša - Bubavec/Bobovac - Bubël/Bublje - Carrallukë/Crni Lug - Carravranë/Crnovrana - Damanek/Domanek - Dragobil/Dragobilje | - Gajrak/(Moralija) - Golluboc/Golubovac - Guriq/Gorić - Guncat/Guncat - Janqishtë/Jančište - Joviq/Jović - Kijevë/Kijevo - Kërvasari/Kravoserija - Lladroc/Ladrovac - Lladroviq/Ladrović - Llapçevë/Labučevo | - Llashkadrenoc/Vlaški Drenovac - Llazicë/Lozica - Lubizhdë/Ljubižda - Maxharë/Mađare - Malishevë/Mališevo - Millanoviq/Milanović - Mirushë/Miruša - Mleqan/Mlečane - Marali/Moralija - Pagarushë/Pagaruša - Panorc/Ponorac | - Pllaqicë/Pločice - Qypevë/Čupevo - Rudë/(Ponorac) - Senik/Senik - Shkarashnik/Skorošnik - Temeçinë/Tumičina - Tërpezë/Trpeza - Turjakë/Turjak - Vërmicë/Vrmnica |

## Démographie
| Composition ethnique |          |      |      |      |                  |
| Année/Population     | Albanais | %    | Roms | %    | Total            |
| Janvier 1999         | 60 411   | n.c. | 45   |      | 60 456           |
| Février 2005         | 65 500   | 99.9 | 20   | 0.01 | 65 520 (environ) |
| Ref: OSCE            |          |      |      |      |                  |

En septembre 2009, la population de la commune/municipalité Malishevë/Mališevo était estimée à 65 000 habitants, vivant principalement dans des zones rurales. Elle est constituée presque en totalité d'Albanais du Kosovo.

### Données officielles (recensements)

#### Ville
Évolution historique de la population
| 1948 | 1953 | 1961 | 1971  | 1981  | 1991  | 2011  |
| ---- | ---- | ---- | ----- | ----- | ----- | ----- |
| 427  | 486  | 643  | 1 097 | 1 447 | 2 656 | 3 395 |

|  |

Répartition de la population par nationalités (2011)
En 2011, les Albanais représentaient 99,41 % de la population.

#### Commune/Municipalité
Évolution historique de la population
| 1948   | 1953   | 1961   | 1971   | 1981   | 1991   | 2011   |
| ------ | ------ | ------ | ------ | ------ | ------ | ------ |
| 17 355 | 18 528 | 21 646 | 28 681 | 36 808 | 47 817 | 54 613 |

|  |

Répartition de la population par nationalités (2011)
En 2011, les Albanais représentaient 99,79 % de la population.

## Politique

### Élections locales de 2007
À la suite des élections locales de 2007, les 31 membres de l'assemblée municipale de Malishevë/Mališevo se répartissaient de la manière suivante :
| Parti                                  | Sièges |
| -------------------------------------- | ------ |
| Parti démocratique du Kosovo (PDK)     | 16     |
| Ligue démocratique du Kosovo (LDK)     | 11     |
| Ligue démocratique de Dardanie (LDD)   | 1      |
| Alliance pour le futur du Kosovo (AAK) | 1      |
| Alliance pour un nouveau Kosovo (AKR)  | 1      |
| Parti réformiste (ORA)                 | 1      |

Isni Kilaj, membre du PDK, a été élu maire de la commune/municipalité.

### Élections locales de 2009
À la suite des élections locales de 2009, les 31 membres de l'assemblée municipale de Malishevë/Mališevo se répartissaient de la manière suivante :
| Parti                                  | Sièges |
| -------------------------------------- | ------ |
| Parti démocratique du Kosovo (PDK)     | 16     |
| Ligue démocratique du Kosovo (LDK)     | 11     |
| Alliance pour le futur du Kosovo (AAK) | 2      |
| Ligue démocratique de Dardanie (LDD)   | 1      |
| Alliance pour un nouveau Kosovo (AKR)  | 1      |

Isni Kilaj, membre du PDK, a été réélu maire de la commune/municipalité.